# Debra Messing

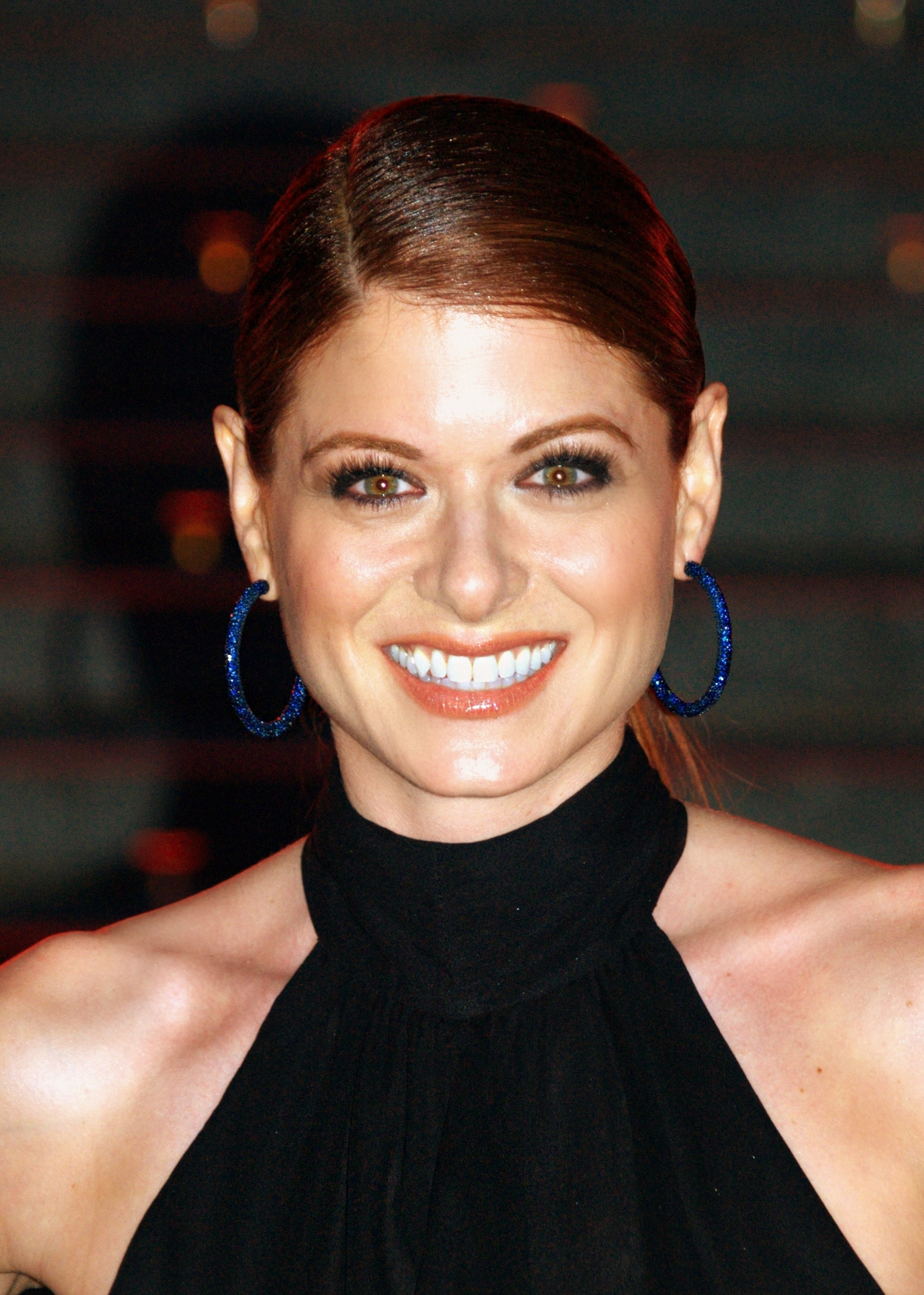
Debra Messing (2009)

Debra Lynn Messing (* 15. August 1968 in Brooklyn, New York City, New York) ist eine US-amerikanische Schauspielerin und Filmproduzentin, die vor allem durch ihre Rolle der Grace Adler in der Sitcom Will & Grace internationale Bekanntheit erlangt hat.

## Leben und Karriere
Debra Messing wuchs als Tochter von Brian und Sandra Messing in Brooklyn und Providence (Rhode Island) auf. Sie ist Jüdin russischer und polnischer Abstammung.
Messing sammelte ihre ersten Bühnenerfahrungen an der High School, wo sie an mehreren Musicalinszenierungen teilnahm. 1986 wurde sie zur Junior Miss Rhode Island gewählt und qualifizierte sich für den Junior Miss USA Wettbewerb. Ihre Eltern ermutigten sie zu einer Schauspielkarriere, jedoch verlangten sie von ihr, vorher eine Ausbildung zu absolvieren. Daraufhin studierte sie Theaterwissenschaften an der Brandeis University in Waltham (Massachusetts). Nachdem sie 1990 mit summa cum laude die Universität abgeschlossen hatte, besuchte sie das Graduate Acting Program an der New York University.
Ihre professionelle Schauspielkarriere begann Messing mit dem Theaterstück Angels in America: Perestroika. Danach spielte sie eine kleine Nebenrolle in der Polizeiserie NYPD Blue. Ihr Schauspieldebüt gelang ihr 1995, als sie an der Seite von Keanu Reeves eine kleinere Rolle im Filmdrama Dem Himmel so nah verkörperte. Daraufhin wurde der US-Fernsehsender Fox auf sie aufmerksam und bot ihr eine Hauptrolle in der Sitcom Ned & Stacey an, in der sie neben Thomas Haden Church eine frustrierte junge Frau spielt, die aus finanzieller Not ihren unsympathischen Mitbewohner heiratet. Schlechte Einschaltquoten der Sitcom führten zur Einstellung nach der zweiten Staffel. Es folgten Gastauftritte in Serien wie Seinfeld sowie die Hauptrolle in der nach nur dreizehn Episoden eingestellten Mystery-Serie Prey. 1998 gelang ihr der Durchbruch in der Serienwelt mit ihrer Rolle der Grace Adler in der Sitcom Will & Grace, für die sie 2003 einen Emmy gewann. Gleichzeitig zu Will & Grace spielte sie in einigen Hollywoodfilmen, wie zum Beispiel Hollywood Ending, Die Mothman Prophezeiungen (beide 2002), … und dann kam Polly (2004) und Wedding Date (2005). Außerdem spielte sie die Hauptrolle in der Miniserie The Starter Wife – Alles auf Anfang. 2008 war Messing in der Komödie The Women an der Seite von Meg Ryan und Eva Mendes zu sehen. Von 2012 bis 2013 mimte sie die Hauptrolle der Julia Houston in der US-Musical-Serie Smash. Weitere Film- und Fernsehrollen folgten, ihr Schaffen umfasst mehr als 40 Produktionen.
Messing wurde 2001 mit einem Screen Actors Guild Award und 2003 mit einem Emmy ausgezeichnet.
2014 agierte sie am Broadway im Theaterstück Outside Mullingar von John Patrick Shanley. Von 2014 bis 2016 spielte sie die Titelfigur in der Krimiserie Detective Laura Diamond.

## Persönliches
Debra Messing heiratete im Jahr 2000 den Schauspiel- und Filmproduzenten-Kollegen Daniel Zelman, das Paar trennte sich jedoch 2011. Im Juni 2012 reichte sie die Scheidung ein. Die beiden haben einen gemeinsamen Sohn (* 2004).

## Filmografie (Auswahl)

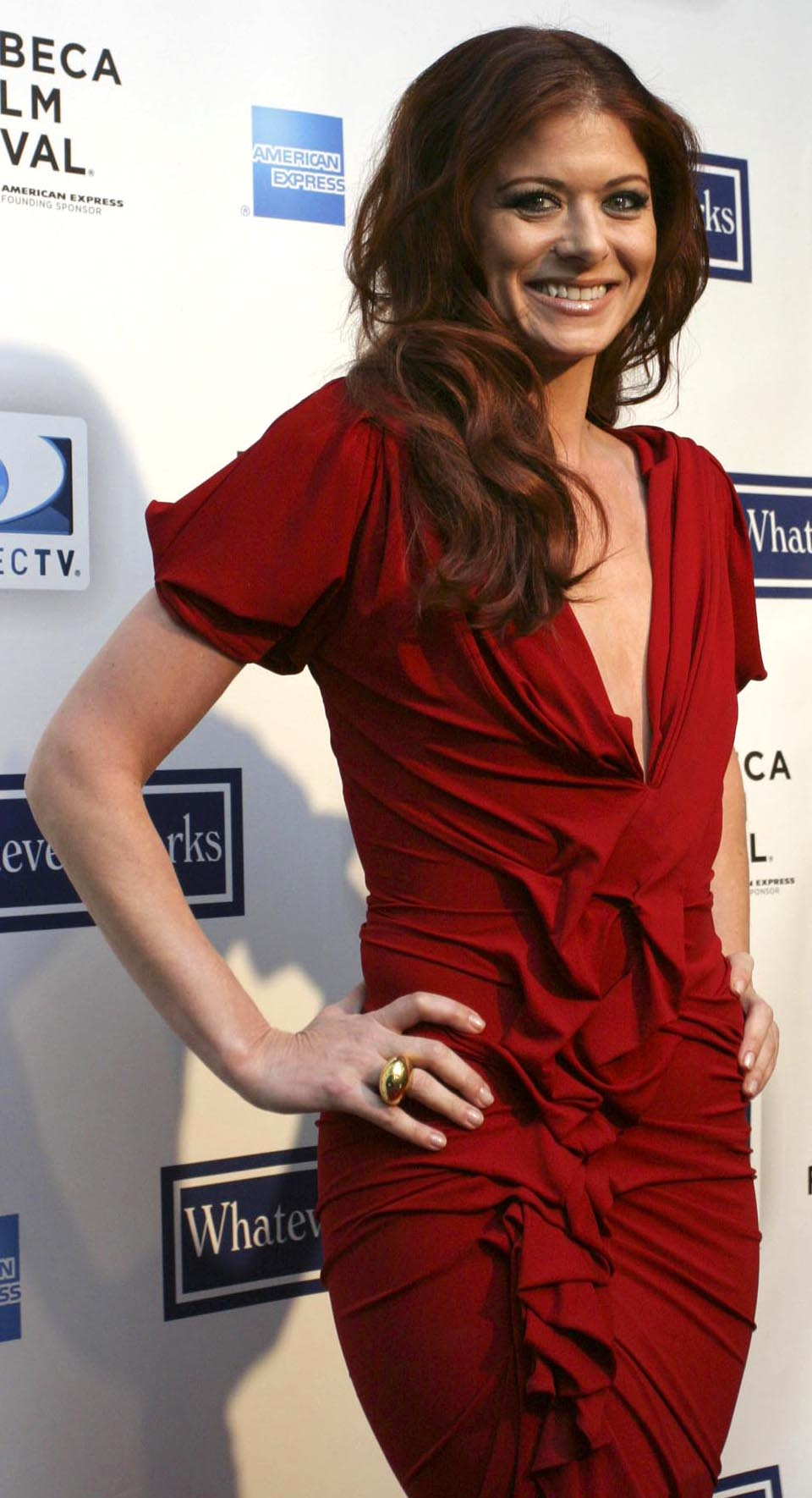
Messing beim Tribeca Film Festival 2009

- 1995: Dem Himmel so nah (A Walk in the Clouds)
- 1995–1997: Ned & Stacey (Fernsehserie, 46 Folgen)
- 1996–1997: Seinfeld (Fernsehserie, Folgen 7x23, 8x19)
- 1997: McHale’s Navy
- 1998: Prey – Gefährliche Spezies (Prey, Fernsehserie, 13 Folgen)
- 1998–2006, 2017–2020: Will & Grace (Fernsehserie)
- 1999: Die Bibel – Jesus (Jesus, Fernsehfilm)
- 2002: Hollywood Ending
- 2002: Die Mothman Prophezeiungen (The Mothman Prophecies)
- 2004: … und dann kam Polly (Along Came Polly)
- 2005: Wedding Date (The Wedding Date)
- 2007: Glück im Spiel (Lucky You)
- 2007–2008: The Starter Wife – Alles auf Anfang (The Starter Wife, Fernsehserie, 16 Folgen)
- 2008: The Women – Von großen und kleinen Affären (The Women)
- 2008: Nothing Like the Holidays
- 2011: Law & Order: Special Victims Unit (Fernsehserie, Folge 12x17 Auf Sendung)
- 2012–2013: Smash (Fernsehserie, 32 Folgen)
- 2014–2016: Detective Laura Diamond (The Mysteries of Laura, Fernsehserie, 38 Folgen)
- 2016: Albion: Der verzauberte Hengst (Albion: The Enchanted Stallion)
- 2017: Dirty Dancing (Fernsehfilm)
- 2018: Searching
- 2019: Stucco (Kurzfilm)
- 2020: The Dark Divide
- 2022: Bros
- 2022: 13: The Musical (13)
- 2025: The Alto Knights